# Alpes uranaises
Alpes uranaises (tiếng Đức: Urner Alpen) là một dãy núi thuộc phần phía tây của dãy núi Alpes, nằm ở miền trung Thụy Sĩ trong các bang Obwalden, Valais, Lucerne, Bern, Uri và Nidwalden. Rặng núi này giáp giới với rặng Alpes bernoises về phía tây, rặng Alpes lépontines về phía nam và rặng Alpes glaronaises về phía đông.
Rặng Alpes uranaises là đầu nguồn của các sông Rhône,sông Aar ở phía tây và sông Reuss ở phía đông.

## Hình thể
Rặng Alpes uranaises gồm có 2 nhóm núi riêng, chia cách nhau bởi đèo Susten. Nhóm núi Dammastock ở phía nam thường bị phủ băng nhiều nhất, trong khi nhóm phía bắc có các ngọn thấp hơn nhưng rộng hơn. 

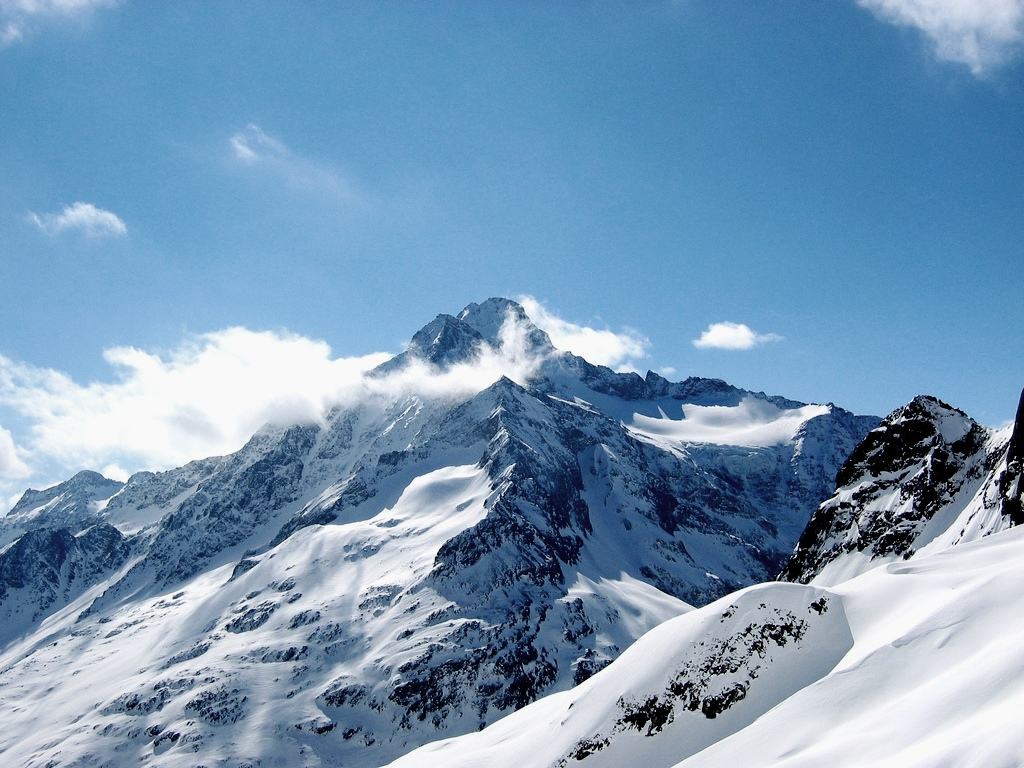
Sustenhorn

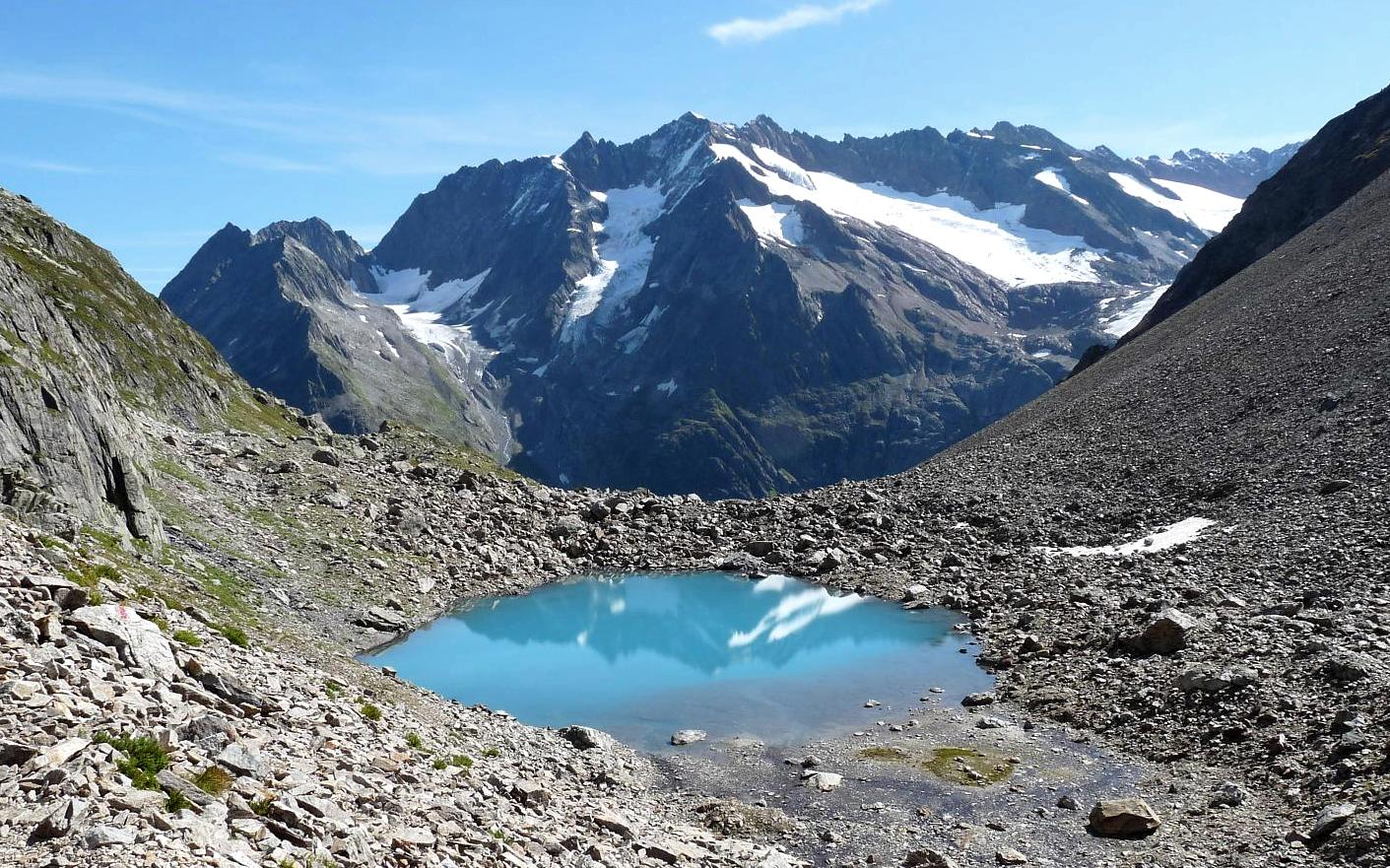
Hinter Tierberg

xxxxnhỏ|trái|sông băng Stein gần Sustenpass

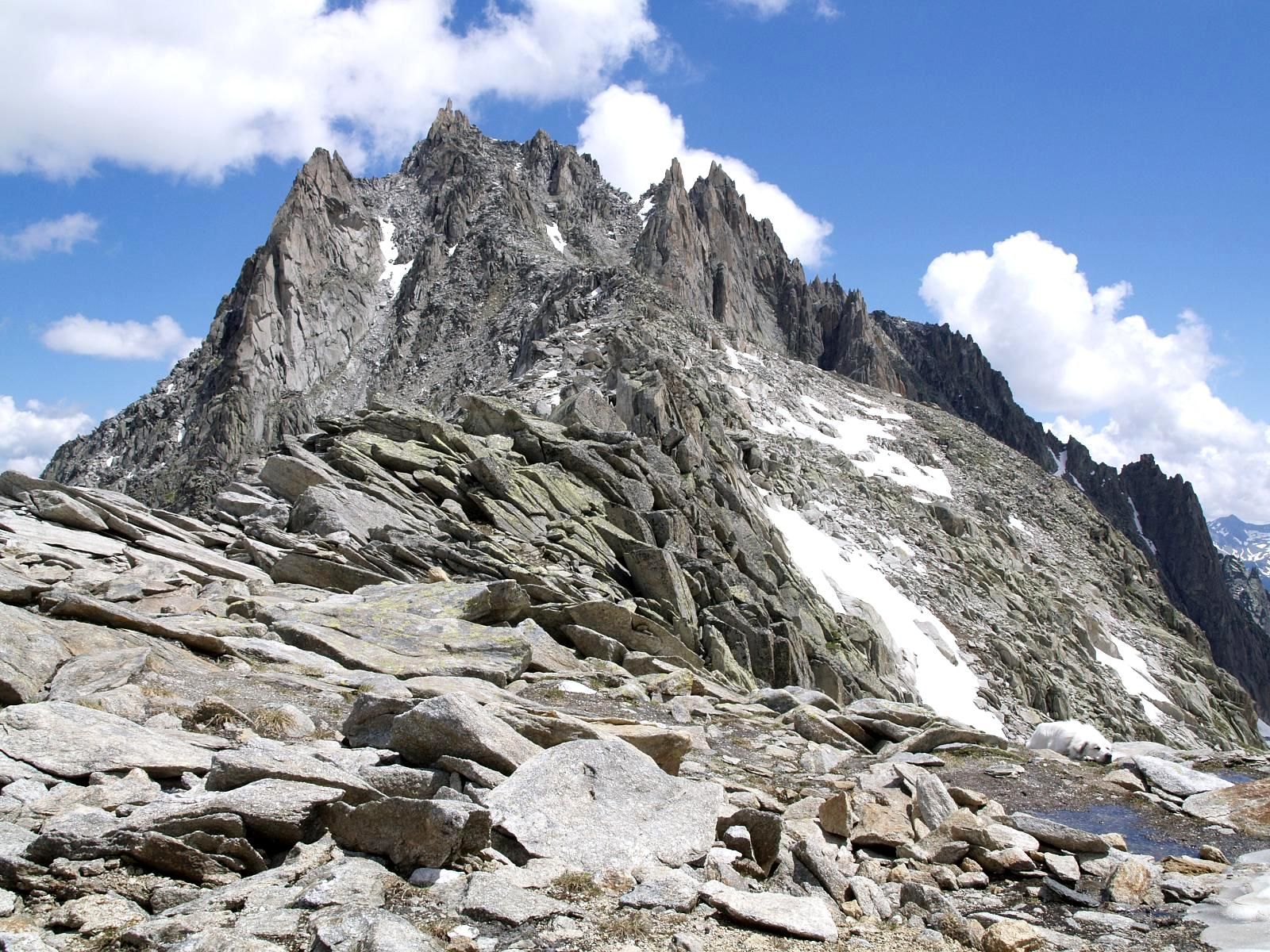
Lochberg

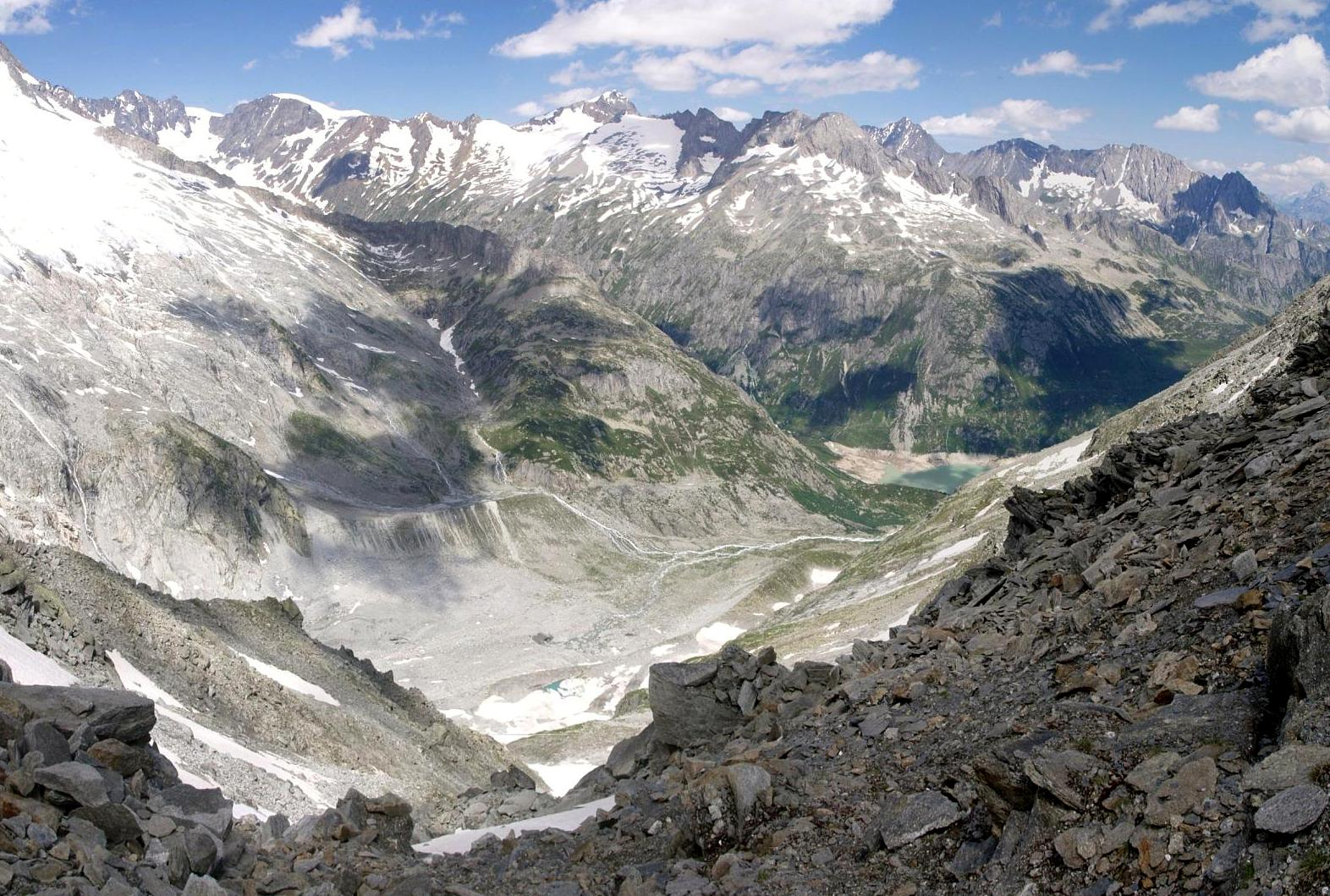
Göscheneralpsee

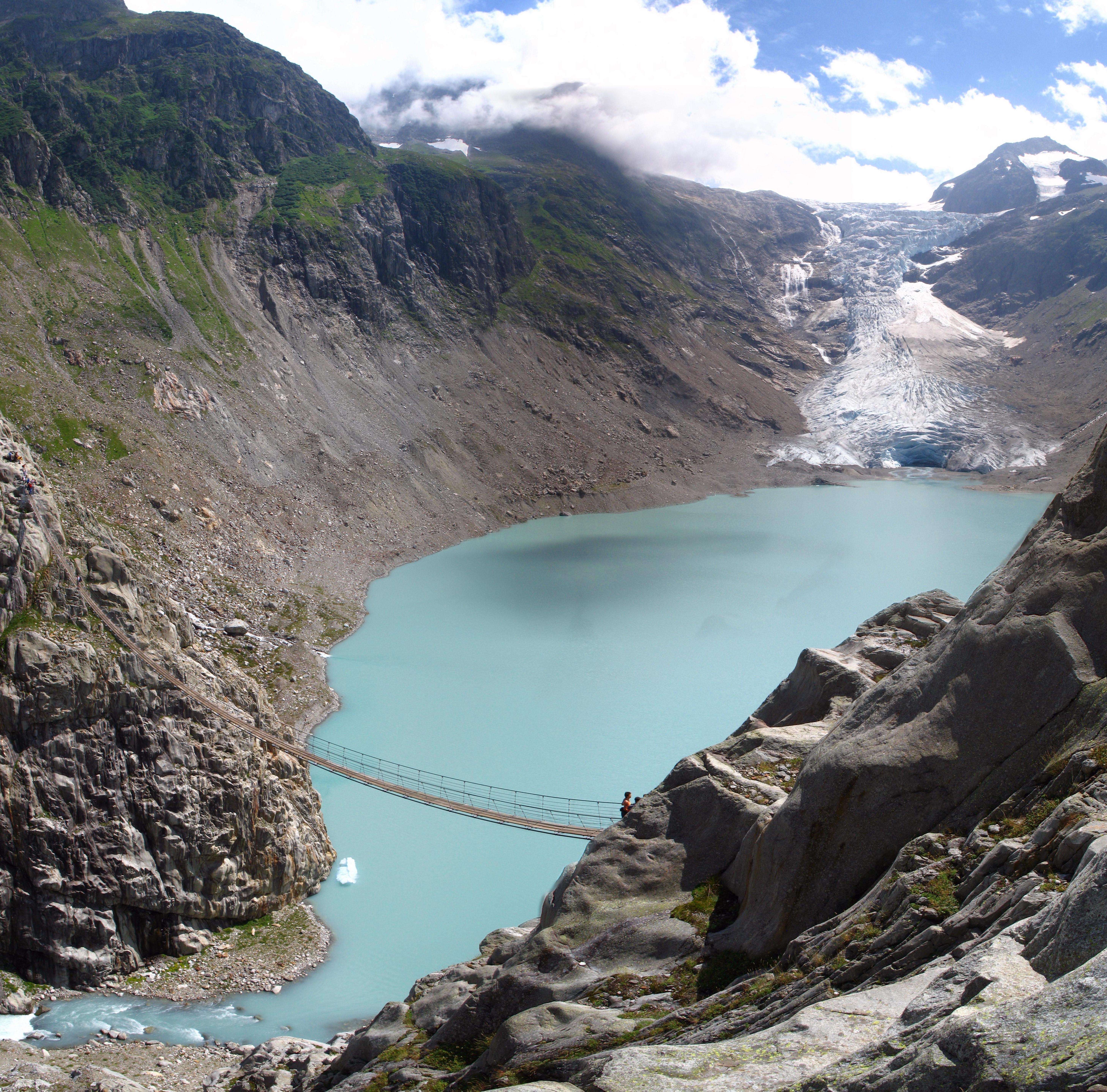
sông băng Trift

## Các ngọn núi chính
| - 1. Dammastock, 3630 m - 2. Schneestock, 3608 m - 3. Rhonestock, 3596 m - 4. Galenstock, 3586 m - 5. Eggstock, 3583 m - 6. Tiefenstock, 3515 m - 7. Sustenhorn, 3503 m - 8. Hinter Tierberg, 3447 m - 9. Gwächtenhorn, 3420 m - 10. Mittlerer Tierberg, 3418 m - 11. Fleckistock, 3416 m - 12. Maasplanggstock, 3401 m - 13. Wysse Nollen, 3398 m - 14. Diechterhorn, 3389 m - 15. Tieralplistock, 3382 m - 16. Chli Sustenhorn, 3318 m - 17. Vorderes Sustenlimihorn, 3316 m - 18. Stucklistock, 3308 m - 19. Gletschhorn, 3305 m - 20. Titlis, 3238 m - 21. Rorspitzli, 3220 m - 22. Sidelenhorn, 3217 m - 23. Gwächtenhorn, 3214 m - 24. Brunnenstock, 3210 m - 25. Chüeplanggenstock, 3207 m - 26. Gross Bielenhorn, 3207 m - 27. Voralphorn, 3203 m - 28. Winterstock, 3203 m - 29. Chelenalphorn, 3202 m | - 30. Gross Griessenhorn, 3202 m - 31. Gross Spannort, 3198 m - 32. Hinteres Sustenlimihorn, 3194 m - 33. Gärstenhörner, 3189 m - 34. Limistock, 3189 m - 35. Tällistock, 3185 m - 36. Rotstock, 3183 m - 37. Hoch Horefellistock, 3175 m - 38. Gross Furkahorn, 3169 m - 39. Winterberg, 3167 m - 40. Chli Spannort, 3140 m - 41. Hinter Schloss (Schlossberg), 3132 m - 42. Steinhüshorn, 3121 m - 43. Chilchlistock, 3114 m - 44. Krönten, 3107 m - 45. Hintere Gelmerhörner, 3100 m - 46. Vorderer Tierberg, 3091 m - 47. Zwächten, 3078 m - 48. Lochberg, 3074 m - 49. Müeterlishorn, 3066 m - 50. Wendenstöcke, 3042 m - 51. Blauberg, 3039 m - 52. Triftstöckli, 3035 m - 53. Klein Titlis, 3028 m - 54. Klein Furkahorn, 3026 m - 55. Wendenhorn, 3023 m - 56. Spitzli, 3011 m - 57. Bächenstock, 3008 m - 58. Reissend Nollen, 3003 m |

## Các sông băng
- Rhone
- Trift
- Stein
- Tiefen
- Chelen
- Damma

## Các trạm thể thao mùa đông
- Alpnach
- Attinghausen
- Beatenberg
- Beckenried
- Dallenwil
- Engelberg
- Flühli
- Gurtnellen
- Hasliberg
- Kriens
- Marbach
- Melchtal
- Stans
- Wolfenschiessen